# Erhvervsfordeling
Ved en befolknings erhvervsfordeling forstås en given befolknings fordeling efter næringsveje. Der kan anlægges forskellige synsmåder på denne opgørelse:
Erhvervsfordelingen kan opgøres efter hovedpersoner (erhvervsaktive) og efter husstande (hvor alle familiemedlemmer uden egen næringsvej henregnes til husstandsoverhovedets næringsvej). Undersøgelser viser, at begge opgørelsesmåder giver ret ens udfald, i det de små udsving skyldes størrelsesforskelle i husstande inden for de ulige næringsveje.
Der kan skelnes efter stilling og ansættelsesforhold mellem arbejdsgivere og arbejdstagere, mellem selvstændige og ansatte, mellem funktionærer og arbejdere, mellem højere og lavere funktionærer, faglærte og ufaglærte, mellem mestre, svende og lærlinge, mellem fast ansatte og løsarbejdere (sæsonansatte) med mere.
Erhvervsfordelingen kan opgøres som fuldtidsaktive næringsdrivende, idet deltidsansatte omregnes til fuldstidsansatte. Eller der kan skelnes imellem fuldtids- og deltidsansatte.
Der foreligger ulige detaljeringer med hensyn til antallet af erhvervskategorier. Således anvender Danmarks Statistik en 3-gruppe, en 9-gruppe, en 27-gruppe og en 111-gruppe brancheinddeling. Foruden erhvervsaktive tilføjes som regel en gruppe af folk uden næringsindkomst (pensionister og lignende)

## 3-gruppe inddeling
3-gruppe inddelingen skelner mellem:
1. primære erhverv (landbrug, fiskeri med videre),
2. sekundære erhverv (fremstilling og forædling),
3. tertiære erhverv (tjenesteydelser og embedsfolk).

## 9-gruppe inddeling
9-gruppe inddelingen skelner mellem:
1. Landbrug, fiskeri og råstofudvinding.
2. Industri og håndværk.
3. Energi- og vandforsyning.
4. Byggeri og anlæg.
5. Handel, hotel og restauration.
6. Transport, post og tele.
7. Finansiering og forretningsservice.
8. Offentlige og personlige tjenester.
9. Uoplyst aktivitet.

## 27-gruppe og 111-gruppe inddelinger
Disse gruppeinddelinger er mere detaljerede, henholdsvis i samlegrupper og fordelt på hver branche for sig.

## Ekstern henvisning
Danmarks Statistik: erhvervsfordeling Arkiveret 8. september 2017 hos  Wayback Machine